# ديسقوريا سفواء
ديسقوريا سفواء (الاسم العلمي:Dioscorea spicata) هي نوع من النباتات تتبع جنس الديسقوريا من الفصيلة الديسقورية.